# دانه‌خوار خطدار
دانه‌خوار خطدار (نام علمی: Sporophila lineola) نام یک گونه از سرده دانه‌خوارهای اصلی است.